# Фулерен
Фулерен је алотропска модификација угљеника, откривена 1985. године, када је пуком игром случаја ласерски синтетизован молекул C60. За ово откриће научници Харолд Крото (Универзитет у Сасексу, Уједињено Краљевство), Роберт Керл и Ричард Смоли (Универзитет Рајс из Хјустона) 1996. године добили су Нобелову награду.
Фулерен се састоји од 60 хибридизованих угљеникових атома, који су спојени у тридесетостранични еикозаедарски молекул који се састоји од 12 петочланих (пентагоналних) и 20 шесточланих (хексагоналних) прстенова, спојених у сферни облик C60 (енг. buckminster fullerene) налик фудбалској лопти. Број пентагоналних прстена је увек константан у сферним молекулима угљеничних кластера, док број хексагоналних може варирати. Петоугаони и шестоугаони прстени који су у равни sp2 хибридизовани, а приликом удруживања у сферни облик орбитале обих прстена постају sp2.27 хибридизоване.

## Молекул фулерен
Фамилија фулерена  су кавезати сферни молекули, који представљају трећу алотропску модификацију угљеника, а најстабилнији представник фамилије фулерена је молекул . Данас се фулеренима назива читава фамилија затворених, сферних угљоводоничних структура, кавеза, мрежа са обавезних 12 пентагоналних прстена и неограниченим бројем хексагоналних.
Молекул C60 гради кристалну форму која по својој симетричности спада у највиши ранг уређености. Као индивидуални молекул,  чвршћи је од дијаманта, међутим, када кристалише, кристална решетка му је мека скоро као код графита. Како  има осу петог реда, то су његова структура и енергетска стања одређена особина златног пресека.
Иако врло стабилан, молекул  је неочекивано реактиван, тако да је данас познато више од 6500 потпуно нових једињења на бази овог молекула.
Молекул  има неслућене могућности примене које се очекују у наредним деценијама.

## Употреба
Фулерени су други тип најчешће коришћених наночестица након сребра. Својства кристалне структуре, проводника и лубриканта доприносе да се ово једињење користи у више области међу којима су фармација, козметика, електроника и соларна енергија.